# 왕당 (산도후)
왕당(王當, ? ~ ?)은 전한 중기의 제후로, 개국공신 왕염계의 증손이다.

## 행적
원수 4년(기원전 119년), 아버지 왕촉룡의 뒤를 이어 산도후(山都侯)에 봉해졌다.
원봉 원년(기원전 110년), 노복과 함께 함부로 상림원에 들어간 죄로 작위가 박탈되었다.

## 출전
- 사마천, 《사기》 권19 혜경간후자연표
- 반고, 《한서》 권16 고혜고후문공신표

| 전임 아버지 산도경후 왕촉룡 | 전한의 산도후 기원전 118년 ~ 기원전 110년 | 후임 (폐지) |